# Irwin Shaw
Irwin Shaw, nascut Irwin Gilbert Shamforoff (Brooklyn, Nova York, 27 de febrer de 1913 - Davos, Suïssa, 16 de maig de 1984) va ser un escriptor, guionista i productor estatunidenc.

## Biografia
És el fill d'un petit comerciant. De jove, ja escriu guions per la ràdio.
El 1942, s'allista com a soldat, lluita a l'Àfrica del Nord, a l'Orient Mitjà, a la Gran Bretanya, França i Alemanya.
En els anys 1950, va ser una de les víctimes del maccarthisme i va ser a la Llista negra de Hollywood.
El 1948, publica El ball dels maleïts  el títol original del qual és The Young Lions , adaptada al cinema el 1958 per Edward Dmytryk). És una obra d'una lucidesa rara sobre la guerra, l'exèrcit, els humans. El 1960, publica Two Weeks in Another Town , adaptada al cinema, el 1962 per Vincente Minnelli). És també la seva lucidesa que fa atractiva una altra novel·la, Rich Man, Poor Man , del 1970. El 1974, és membre del jurat del Festival de Canes. Irwin Shaw va morir el 1984 a Davos, Suïssa. Va viure 25 anys a Europa.

## Obres literàries

### Novel·les
- The Young Lions (1949)
- The Troubled Air (1951)
- Lucy Crown (1956)
- Two Weeks in Another Town
- Voices of a Summer Day
- Rich Man, Poor Man (1969/1970)
- Evening in Byzantium (1973)
- Nightwork (1975)
- Beggarman, Thief (1977)
- The Top of the Hill (1979)
- Bread Upon the Waters (1981)
- Acceptable Losses (1982)

### Històries curtes
- Sailor off the Bremen
- Welcome to the City
- Act of Faith
- Mixed Company
- Tip on a Dead Jockey
- Love on a Dark Street
- God Was Here, but He Left Early (1973)
- Short Stories: Five Decades (1978)

### Teatre
- Bury the Dead (1936)
- The Gentle People (1939)
- Sons and Soldiers
- The Assassin (1945)
- Children from Their Games

### No ficció
- In the Company of Dolphins
- Paris! Paris!

## Filmografia

### Guionista
- 1936: The Big Game
- 1942: The Talk of the Town
- 1942: Commandos Strike at Dawn
- 1948: Arch of Triumph
- 1951: I Want You
- 1954: Ulisses (Ulisse)
- 1957: Foc amagat (Fire Down Below)
- 1958: Desire Under the Elms
- 1958: This Angry Age
- 1961: The Big Gamble
- 1963: A l'estil francès (In the French Style)
- 1968: Élo Antigoné (TV)

### Productor
- 1963: A l'estil francès (In the French Style)